# Harry Carter (typographe)
Pour les articles homonymes, voir Harry Carter et Carter.
Harry Graham Carter, né le 27 mars 1901 et mort le 10 mars 1982, est un typographe, traducteur et historien anglais. Il est le père du créateur de caractères Matthew Carter. 

## Biographie
Après des études au Queen's College d'Oxford, il entreprit d'apprendre le droit. Mais son intérêt pour la typographie l'amena rapidement à acquérir une presse. En 1928-1929, il fit son apprentissage au sein de la Monotype Corporation en 1928-1029, où il se lia d'amitié avec Jan van Krimpen, Stanley Morison et Francis Meynell. Il travailla ensuite brièvement pour la Kynoch Press à Birmingham. 
De 1936 à 1938, il travailla comme graphiste pour la Nonesuch Press, à Londres, sous la direction de Francis Meynell. En 1937, il commença à travailler plus concrètement sur l'histoire de la typographie, en constituant avec Stanley Morison, Alfred F. Johnson et Graham Pollard, une liste de tous les spécimens de caractères antérieurs à 1800, qui fut publiée dans The Library en 1942. La même année, il traduisit l'Eloge de la folie d'Erasme en anglais. 
En 1954, il fut recruté comme archiviste par l'Oxford University Press, et assista Morison dans la préparation de son travail sur John Fell. Il collabora avec Hendrik Vervliet au classement et au catalogage des milliers de matrices, poinçons et caractères du Musée Plantin-Moretus et collabora également avec la fonderie Enschedé. 
La fin de sa carrière est marquée par la publication d'ouvrages essentiels :  A View of Early Typography: Up to about 1600, (1969) et A History of the Oxford University Press (1975).